# Scotinotylus pallidus
Scotinotylus pallidus là một loài nhện trong họ Linyphiidae.
Loài này thuộc chi Scotinotylus. Scotinotylus pallidus được James Henry Emerton miêu tả năm 1882.